# Саль-ла-Сурс
Саль-ла-Сурс (фр. Salles-la-Source, окс. Salas Comtals) — коммуна во Франции, находится в регионе Окситания. Департамент — Аверон. Входит в состав кантона Марсийак-Валлон. Округ коммуны — Родез.
Код INSEE коммуны — 12254.
Коммуна расположена приблизительно в 520 км к югу от Парижа, в 105 км северо-восточнее Тулузы, в 24 км к юго-западу от Родеза.

## Население
Население коммуны на 2008 год составляло 2028 человек.
| 1962 | 1968 | 1975 | 1982 | 1990 | 1999 | 2008 |
| ---- | ---- | ---- | ---- | ---- | ---- | ---- |
| 1293 | 1141 | 1187 | 1294 | 1594 | 1800 | 2028 |

## Экономика
В 2007 году среди 1270 человек в трудоспособном возрасте (15—64 лет) 943 были экономически активными, 327 — неактивными (показатель активности — 74,3 %, в 1999 году было 74,4 %). Из 943 активных работали 902 человека (476 мужчин и 426 женщин), безработных было 41 (16 мужчин и 25 женщин). Среди 327 неактивных 115 человек были учениками или студентами, 148 — пенсионерами, 64 были неактивными по другим причинам.

## Фотогалерея

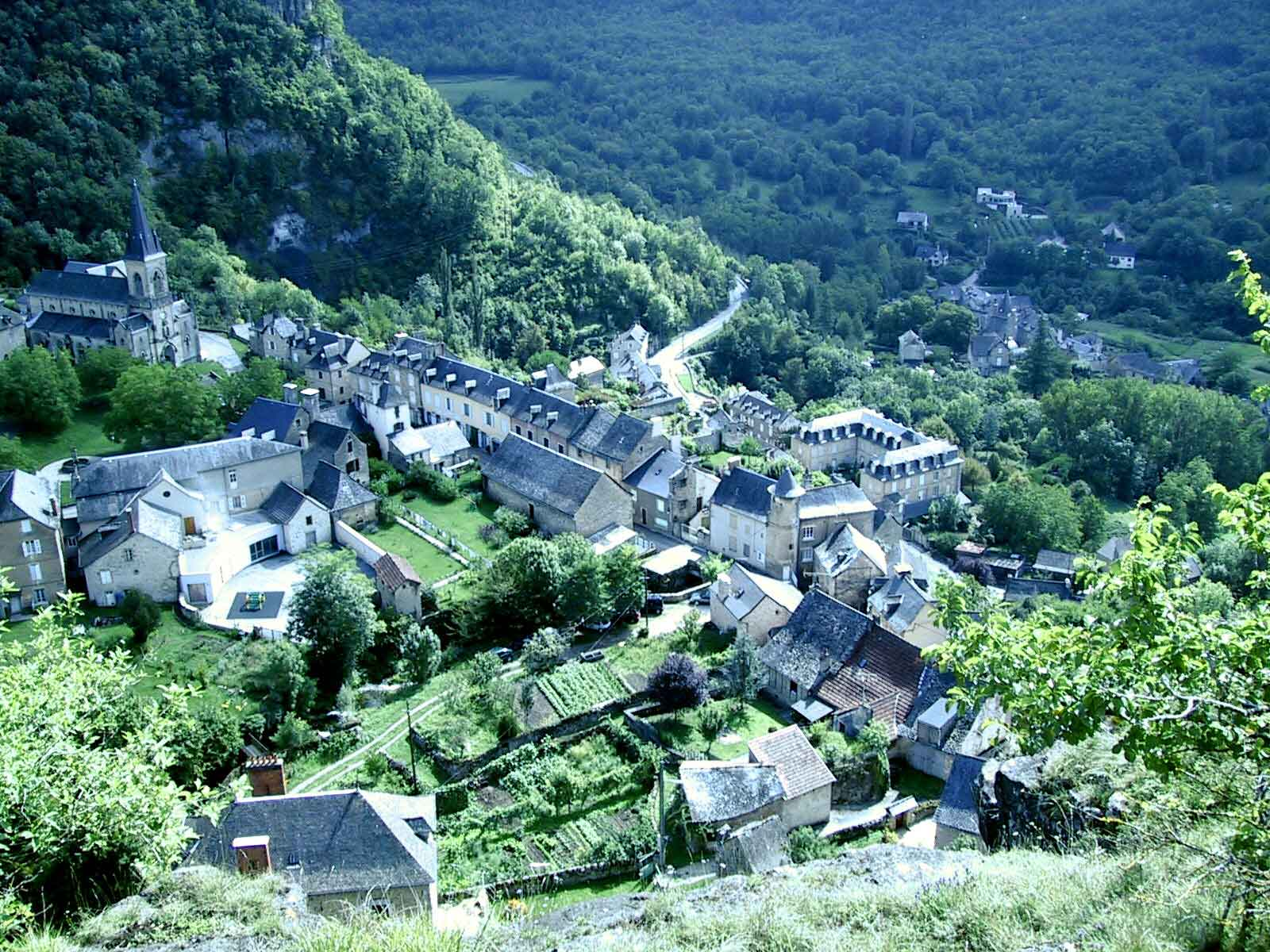
Саль-ла-Сурс
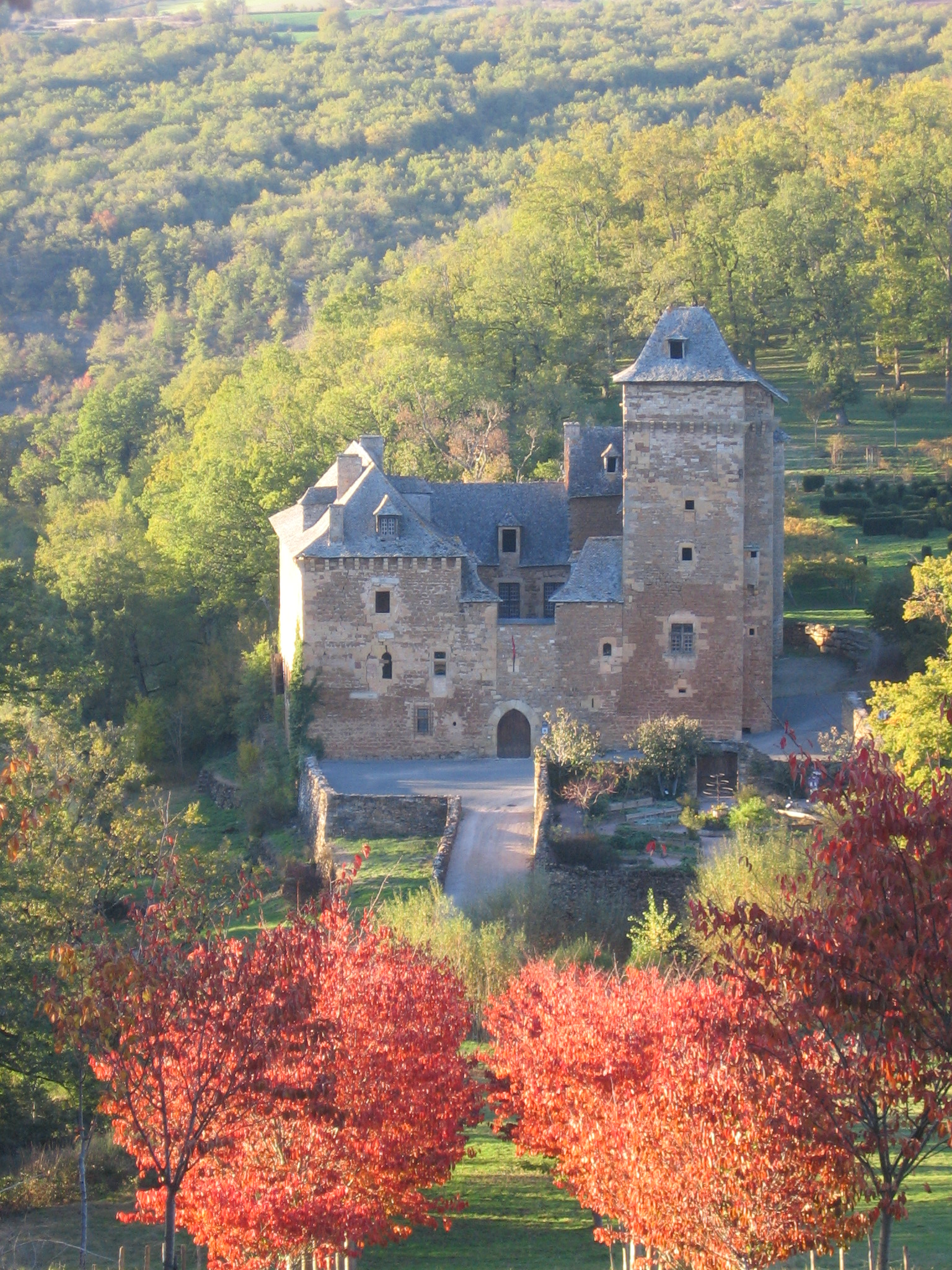
Замок Коломбье (фр.)
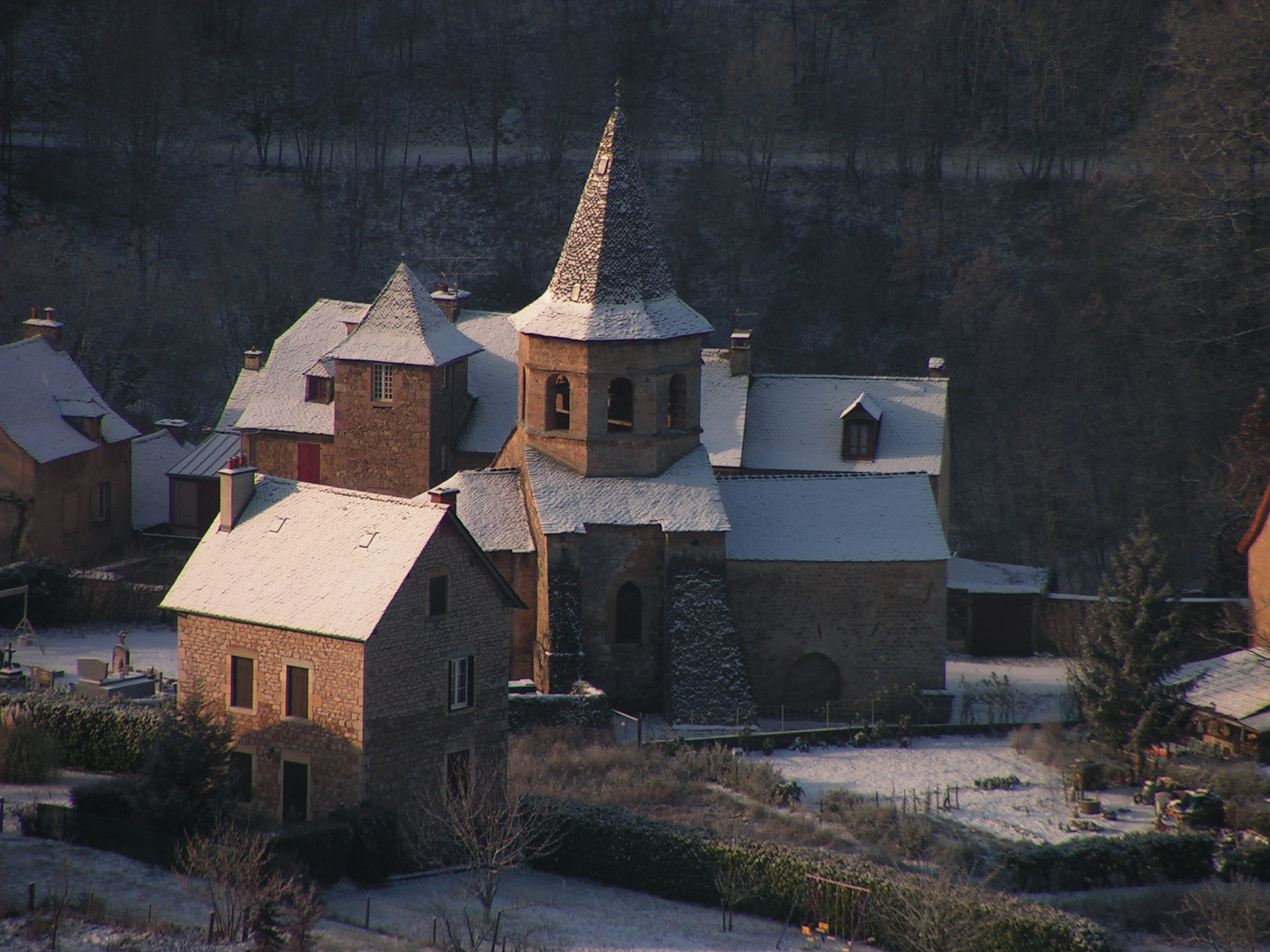
Церковь Св. Павла
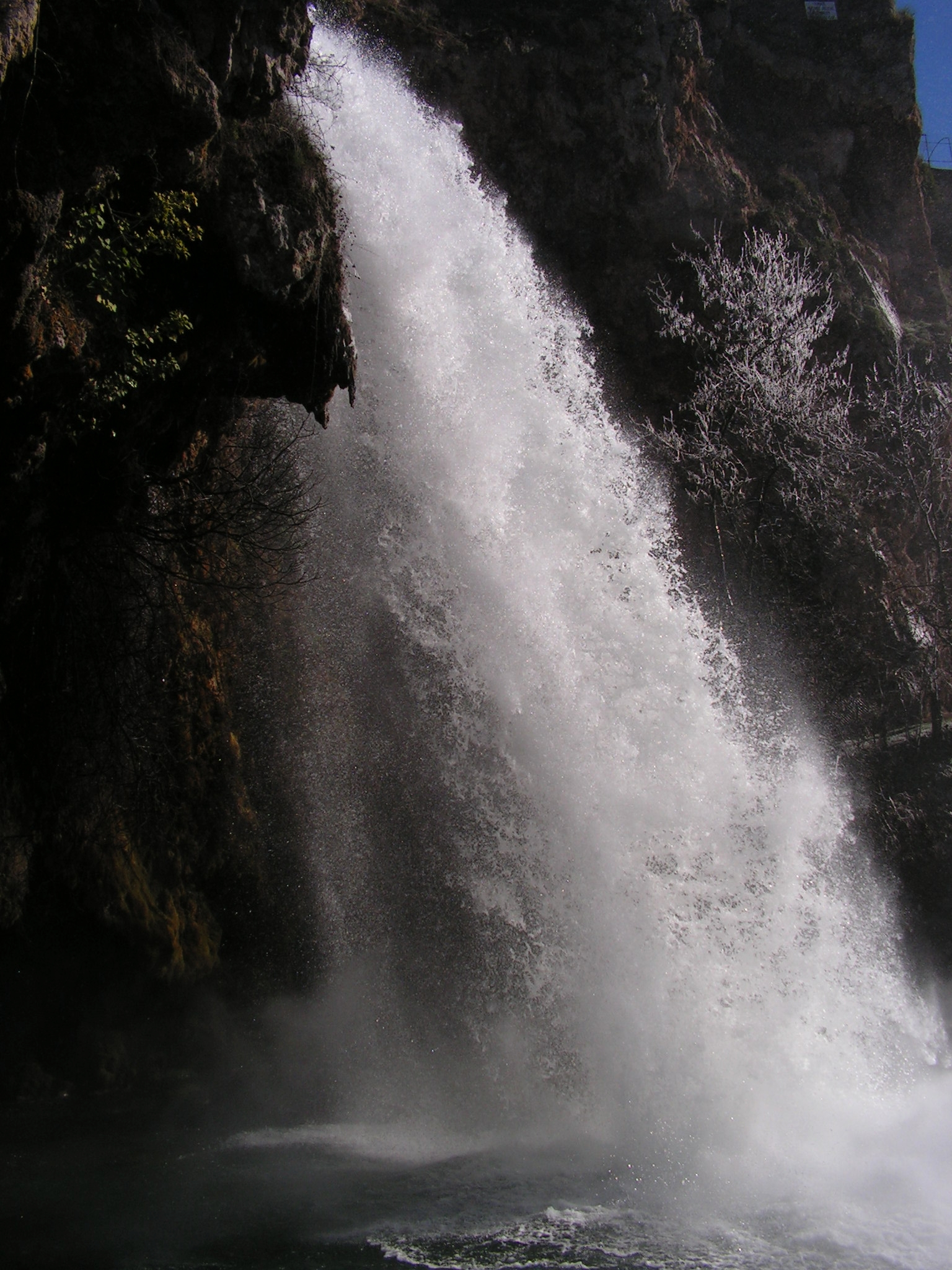
Водопад